# قناة بغداد الفضائية
قناة بغداد الفضائية قناة فضائية عراقية، ثقافية، اجتماعية، سياسية منوعة تركز على الشأن العراقي.

## وصلات خارجية
- الصفحة الرسمية على اليوتيوب